# Oberyn Martell
Oberyn Martell é uma personagem fictícia  da série de livros de fantasia épica A Song of Ice and Fire, do autor norte-americano George R. R. Martin, e da série de televisão Game of Thrones. Ele é introduzido no terceiro livro da série, A Storm of Swords (2000), e é citada esporadicamente em A Feast for Crows (2005) e A Dance with Dragons (2011). Ele é um nobre guerreiro e irmão do príncipe de Dorne, Doran Martell, no sul do continente fictício de Westeros, e de Elia Martell, a princesa Targaryen esposa do herdeiro dos Sete Reinos Rhaegar Targaryen durante o reinado da Casa Targaryen em Westeros, em eventos acontecidos antes dos fatos narrados no primeiro livro da saga, A Game of Thrones (1996). Na série de televisão ele é interpretado pelo ator chileno-americano Pedro Pascal.

## Perfil
Oberyn é o irmão mais novo de Doran Martell, o regente de Dorne, o reino mais ao sul de Westeros. Ele tem um rosto alinhado com sobrancelhas finas, olhos pretos de "víbora" e um nariz afilado; seu cabelo é lustroso e preto, com apenas alguns fios prateados. Ele é um homem de cabeça quente, contundente e lúbrico, sagaz e de língua afiada. Um lutador formidável, tem o apelido de "Víbora Vermelha" pela sua cor favorita de roupas, assim como o rumor de que usa armas envenenadas em seus duelos.

## Biografia

### Série literária
Oberyn já viajou por todo mundo e serviu na famosa companhia de mercenários Os Segundos Filhos, de Essos, antes de formar a sua própria. Por um período curto, ele estudou venenos e magia negra como noviço na Cidadela, em Oldtown, conseguindo atingir seis elos na corrente dos Meistres antes de abandonar tudo por tédio. Bissexual, ele tem oito filhas, quatro delas com a amante e companheira Ellaria Sand, também bissexual. Assim como a mãe, as filhas, todas bastardas, tem o sobrenome Sand e são conhecidas como As Serpentes da Areia, ensinadas por Oberyn desde crianças como se defenderem a si próprias e criadas com grande independência. Ele era muito ligado à sua irmã mais velha Elia Martell, assassinada com os filhos por Gregor Clegane durante o saque a Porto Real, e procura vingança pela morte dela.

#### A Storm of Swords
Oberyn chega a Porto Real para exigir um assento no Pequeno Conselho em nome de Doran Martell, o Príncipe de Dorne, e obter justiça pelo assassinato de sua irmã Elia e seus sobrinhos, o que é aceito pelo Mão do Rei vigente, Tyrion Lannister. Porém, logo fica claro que o novo Mão do Rei, Tywin Lannister, o pai de Tyrion, não está disposto a cumprir a mesma promessa. Tywin pretende mentir para Oberyn, dizendo que o recém-falecido Sor Amory Lorch foi o responsável pela morte de Elia, sua filha Rhaenys e seu filho Aegon, apesar de que Amory matou apenas a menina durante o saque de Porto Real. Como presente de casamento ao jovem rei Joffrey Baratheon, ele dá um broche com um escorpião de ouro. Quando Tyrion é acusado pela morte de Joffrey, Oberyn é um dos juízes em seu julgamento. No dia anterior ao veredito, ele se oferece a Tyrion para ser seu campeão num julgamento de combate, se Tyrion lhe disser quem é o responsável pela morte de Elia. Ele nega qualquer envolvimento de seu pai, mas diz que Ser Amory matou apenas Rhaenys, Sor Gregor Clegane foi o verdadeiro assassino de Elia e do filho Aegon. Oberyn fica então sabendo que Gregor será seu adversário no combate.
Durante o combate, apesar da enorme desvantagem física, já que Clegane é um homem enorme, muito alto e forte, apelidado de "A Montanha", o ágil Oberyn o fere várias vezes, circulando rapidamente à sua volta, encontrando fendas em sua armadura, cortando seus tendões do joelho e quebrando sua lança na barriga do gigante, depois que ele desaba no chão cansado de persegui-lo e de seus ferimentos. Ao invés de matá-lo imediatamente, Oberyn começa a gritar querendo que ele confesse o assassinato da irmã; num descuido, Clegane lhe dá uma rasteira e vira por cima dele, esmagando sua cabeça com seu punho blindado estourando o cerébro, primeiro arrebentando-lhe os dentes e depois arrancando seus olhos, matando-o, enquanto rosna alto sua confissão da morte de Elia e Aegon para todos ouvirem.

#### A Feast for Crows
No livro seguinte, Oberyn tem sua vingança póstuma, quando  Qyburn descobre que a lança que ele usou no combate estava untada com veneno de manticora, um inseto venenoso das ilhas do Mar de Jade, o que fará Clegane morrer aos poucos e sentindo muitas dores.

### Série de televisão

#### 4ª temporada (2014)
Oberyn chega a Porto Real com sua amante Ellaria Sand para o casamento do rei Joffrey Baratheon e em seu encontro reservado com Tyrion Lannister, a Mão do Rei, deixa claro que na verdade ele veio para se vingar dos Lannister em seu papel na morte de sua irmã, Elia Martell, e seus sobrinhos. Durante o casamento, Joffrey morre envenenado e seu avô, Tywin, suspeita inicialmente que Oberyn teve alguma coisa a ver com o crime por seu passado ligado à manipulação de venenos. Oberyn nega e acusa Tywin de ter ordenado a Gregor Clegane que estuprasse e matasse sua irmã. Os dois chegam a um acordo e Tywin lhe promete um encontro com Clegane se ele servir como um dos três juízes do julgamento do suspeito oficial, Tyrion. Durante o julgamento, Oberyn diz que não está convencido da culpa de Tyrion, contestando abertamente o testemunho de Cersei Lannister e questionando outra acusadora, Shae, a ex-amante vingativa de de Tyrion, porque ele lhe diria que tinha planos de matar Joffrey se ele fosse o executor.
Quando Tyrion exige um julgamento por combate e Gregor Clegane é escolhido como o campeão da Coroa por Cersei, Oberyn se oferece para lutar por Tyrion, dizendo a ele que iniciará sua vingança por Sor Gregor. Martell começa sua luta contra Clegane usando sua velocidade superior contra a enormidade e lentidão do outro e consegue feri-lo no ombro e na perna, derrubando-o no chão. Recusando-se a matá-lo imediatamente, ele exige furiosamente que Clegane confesse os assassinatos antes de morrer e que a ordem veio de Tywin Lannister. Ele, porém, se distrai por um momento e Clegane lhe dá uma rasteira, derrubando-o e montando por cima, arrebenta seus dentes com os punhos, e lentamente arranca seus olhos, enquanto confessa o crime, antes de esmagar sua cabeça. Tyrion é em seguida condenado pelo envenenamento de Joffrey mas Oberyn tem sua vingança póstuma, já que a lança que usou contra o "Montanha" e o feriu, estava embebida em veneno de manticora e o matará lenta e dolorosamente. 